# Antonino Natoli
Antonino Natoli, cha. (1857 – 1919) là một nhà văn, ngân hàng, doanh nhân và từ thiện Italo-Pháp.  Bằng cách nói về một con cháu của Vua Pháp, người đó được coi là một trong những bảo trợ quan trọng nhất của thời đại của mình.

## Bibliography
- Natoli La Rosa Antonino, Norme pei programmi elettorali, Palermo: Tip. pontificia, 1889. - 9 p.
- Natoli La Rosa Antonino, La mafia in guanti gialli, Tip. del Progresso, 1886
- Natoli La Rosa Antonino, Studii politico-sociali per l'avvocatura, Tip. Letture Domenicali, 1890, coll. Harvard University
- Natoli La Rosa Antonino, Studii politico-sociali, Tip. Letture Domenicali, 1896
- Natoli La Rosa Antonino, Sul beneficio vescovile di Lipari e sue rivendiche. Lavori storici e giuridici, 1896
- E. Igor Mineo, Nobiltà di stato: famiglie e identità aristocratiche del tardo Medioevo. La Sicilia
- Roberto Baglioni, Guida agli archivi e alle fonti storiche delle assicurazioni in Italia, Marsilio, 2003
- «Nobiliario della città di Messina», Giuseppe Galluppi, A. Forni, 2007
- «Annali Della Citta Di Messina, Capitale del Regno di Sicilia: Dal giorno della sua fondazione fino ai tempi presenti», Volume 2, Cajo Domenico Gallo (1758)
- Ordine della Corona d'Italia (Кавалер ордена Корони Італії). Gazzetta Ufficiale del Regno d'Italia 1920 (195): 2627 (18 серпня 1920). «Natoli Antonino di Palermo»
- Studii Politico-Sociali per L'avv (Italian Edition) (Palermo, Tip. Letture Domenicali, 1890), Paperback, 2010, Nabu Press, ISBN 1149685611